# Annick de Souzenelle
Annick de Souzenelle   (Rennes, 4 de novembre de 1922 - Chalonnes-sur-Loire, 11 d'agost de 2024) va ser una escriptora francesa d'obres d'espiritualitat.

## Biografia
Després d'estudiar matemàtiques, Annick de Souzenelle va ser infermera anestesista durant molt de temps, després psicoterapeuta. Va néixer com a catòlica, però es va convertir el 1958 a la religió ortodoxa, i va estudiar teologia, així com hebreu. Va traçar al llarg de les dècades posteriors un camí espiritual d'essència judeocristiana, obert a altres tradicions.
Va ser autora de nombroses obres d'espiritualitat. La seva recerca estava inspirada en l'espiritualitat cabalista, la psicologia jungiana i la filologia hebrea. Era especialista en l'estudi de la tradició hebrea i de la Bíblia, de la qual fa una lectura particular. Creia que hi havia, en la civilització judeocristiana, un culte al sofriment i al sacrifici, i defensava l'abandonament de l'oposició moral entre el bé i el mal en favor d'una percepció de «l'incomplet» i «l'assolit» i un viatge cap a la realització. Definí «lleis ontològiques» i cregué en particular que la crisi ecològica estava íntimament lligada a la transgressió d'aquestes lleis, i que, per tant, era impossible d'aturar la degradació del medi sense tornar a connectar amb el treball espiritual.
L'any 2016, va crear l'associació Arigah per vetllar per la transmissió de la seva obra, agrupar els seus deixebles i vetllar per l'animació de l'Institut d'Antropologia Espiritual.

## Obra publicada
- De l'arbre de vie au schéma corporel, le symbolisme du corps humain, éditions Dangles, coll. "Horizons ésotériques", 1977.
- L'Égypte intérieure ou les dix plaies de l'âme, Albin Michel, collection "Espaces Libres", 1991.
- Le Symbolisme du corps humain, Albin Michel, col·lecció"Espaces Libres", 1991.
- La lettre, chemin de vie: Le symbolisme des lettres hébraïques, Albin Michel, coll. «Epiritualités vivantes», Paris, 1993, 340 p. ISBN 2-226-06512-1
- La Parole au cœur du corps, entretiens avec Jean Mouttapa, Albin Michel, 1993 a la col·lecció "Espaces Libres", 1997
- Job sur le chemin de la lumière, Albin Michel, 1994, 1999 ISBN 2-226-07022-2, 202 p.
- Le Féminin de l’être. Pour en finir avec la côte d'Adam, Albin Michel, 2000
- Œdipe intérieur, Albin Michel, 1998, 2008
- Manifeste pour une mutation intérieure, Éditions du Relié, 2003
- L'arc et la flèche, Albin Michel, 2003
- L'alliance oubliée, Albin Michel, 2005
- Résonances bibliques, Albin Michel, a la col·lecció Spiritualités vivantes, 2006 ISBN 978-2226172877
- Alliance de feu (2 tomes), Albin Michel, 2007
- Le Baiser de Dieu, Albin Michel, 2008
- Jonas. Nous sommes coupés en deux, Éditions du Relié, 2008
- Cheminer avec l'ange, Éditions du Relié, 2010
- L'initiation, Éditions du Relié, 2012[9]
- Va vers toi, Albin Michel, 2013
- Le Seigneur et le Satan. Au-delà du bien et du mal, Albin Michel, 2016 ISBN 9782226320179
- Le Livre des guérisons. Les Évangiles en eaux profondes, Albin Michel, 2017
- Le grand retournement - La généalogie d'Adam aujourd'hui, Le Relié, 2020
- Participa a l'obra de Marc Welinski, Comment bien vivre la fin de ce monde, Éditions Guy Trédaniel, març 2021.

### Obres traduïdes al català
- L'arc i la fletxa, Editorial Claret, Barcelona, 2016, 96 p. ISBN 9788498469912
- Per una mutació interior, Editorial Claret, Barcelona, 2019, 106 p. ISBN 9788491362005
- La paraula al cor del cos. Converses amb Jean Mouttapa, Fragmenta Editorial, Barcelona, 2022, 288 p. ISBN 978-84-17796-70-9[10]

### Col·lectius
- Un et nu, Albin Michel, 1991
- Écologie et spiritualité, Albin Michel, 2006